# Камминке
Камминке (нем. Kamminke) — община в Германии, в земле Мекленбург-Передняя Померания.
Входит в состав района Восточная Передняя Померания. Подчиняется управлению Узедом-Зюд. Население составляет 277 человек (на 31 декабря 2010 года). Занимает площадь 2,96 км².